# Pražské Předměstí (Jičín)
Pražské Předměstí je část okresního města Jičín. Nachází se na severozápadě Jičína. Prochází zde silnice I/16. V roce 2009 zde bylo evidováno 34 adres. V roce 2001 zde trvale žilo 217 obyvatel.
Pražské Předměstí leží v katastrálním území Jičín o výměře 12,06 km2.